# Hrîțevolea, Radehiv
Hrîțevolea (în ucraineană Грицеволя) este un sat în comuna Berezivka din raionul Radehiv, regiunea Liov, Ucraina.

## Demografie
Componența lingvistică a localității Hrîțevolea
     Ucraineană (100%)
Conform recensământului din 2001, toată populația localității Hrîțevolea era vorbitoare de ucraineană (100%).